# Steineberg

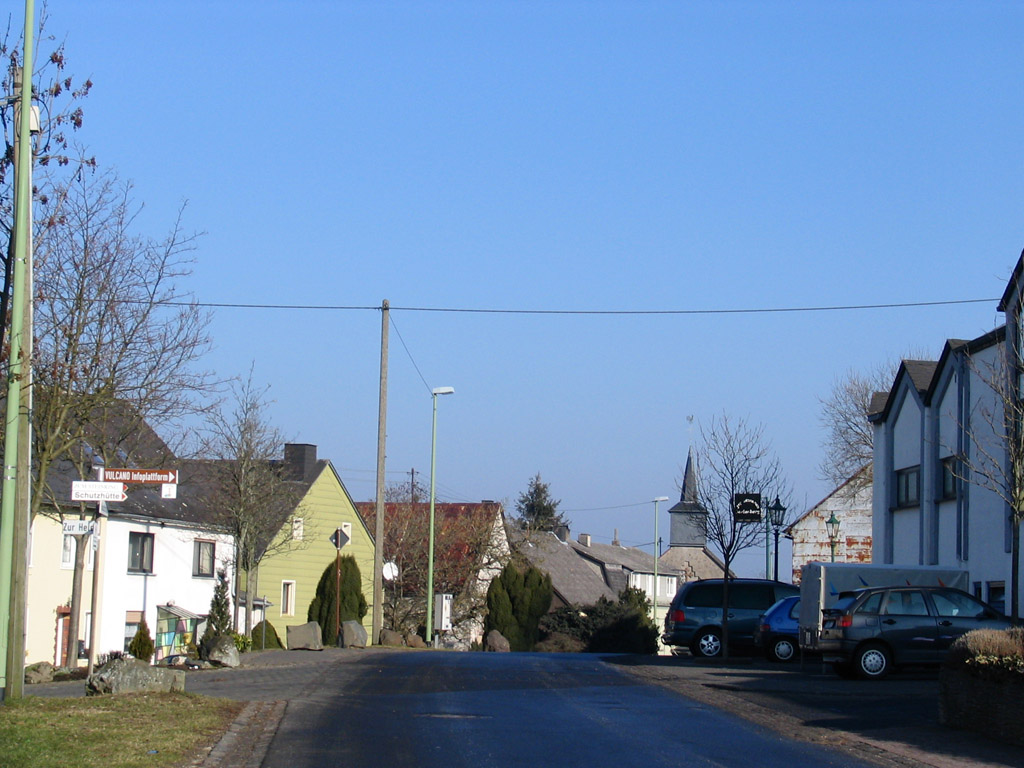
Blick entlang der Hauptstraße von Steineberg

Steineberg ist eine Ortsgemeinde im Landkreis Vulkaneifel in Rheinland-Pfalz. Sie gehört der Verbandsgemeinde Daun an.
Der kleine Ort, etwas abseits der Dauner Maare in der Vulkaneifel gelegen, ist eigentlich ein typisches Straßendorf. In den letzten Jahrzehnten und insbesondere seit den 1970er Jahren vergrößerte sich der Ort. Neubaugebiete wurden ausgewiesen. Heute leben entlang der vier Straßen im Ort 240 Einwohner.

## Geographie

### Räumliche Lage
Steineberg liegt in der Vulkaneifel, südlich der Hohen Eifel, etwa 20 km nördlich des Moseltals in der Nähe der Kreisstadt Daun. Der Ortsmittelpunkt liegt auf 530 m ü. NN. Die höchste Erhebung mit 557 m ü. NN ist die Steineberger Ley. Die Gemeindefläche umfasst 124 ha Waldfläche und 169 ha Ackerfläche und Wiesen.

### Nachbargemeinden
Die Ortsgemeinde Steineberg grenzt im Norden an die Gemeinde Steiningen, im Osten an die Gemeinde Demerath, im Süden an die Gemeinde Ellscheid sowie im Westen an Mehren.

## Geschichte
Landesherrlich gehörte Steineberg bis Ende des 18. Jahrhunderts zum Kurfürstentum Trier und unterstand als Teil der Zent Steiningen im Hochgericht Daun der Verwaltung des Amtes Daun. 1787 verzeichnete Steineberg 105 Einwohner.
Einwohnerentwicklung
Die Entwicklung der Einwohnerzahl von Steineberg, die Werte von 1871 bis 1987 beruhen auf Volkszählungen:
| Jahr | Einwohner |
| 1815 | 123       |
| 1835 | 150       |
| 1871 | 145       |
| 1905 | 151       |
| 1939 | 184       |

| Jahr | Einwohner |
| 1950 | 193       |
| 1961 | 175       |
| 1970 | 184       |
| 1987 | 200       |
| 2005 | 245       |

## Politik

### Bürgermeister
Harald Dahlem wurde am 20. August 2019 Ortsbürgermeister von Steineberg. Da bei der Direktwahl am 26. Mai 2019 kein Bewerber angetreten war, oblag die Neuwahl des Bürgermeisters gemäß Gemeindeordnung dem Rat. In seiner konstituierenden Sitzung wählte er Dahlem für fünf Jahre ins Amt. Er wurde im Juni 2024 wiedergewählt.
Dahlems Vorgänger als Ortsbürgermeister waren seit 2014 Michael Schultze und zuvor Hildegard Rebelein.

## Kultur und Sehenswürdigkeiten

### Steineberger Ley
Das herausragendste, im wahrsten Sinne des Wortes, ist die sog. Steineberger Ley (557,8 m ü. NHN). Dieser von weitem sichtbare Berg am südöstlichen Ortsrand von Steineberg, der sich bis zur, tiefer gelegenen, nördlichen Nachbargemeinde Steiningen ausdehnt, ist touristisch und historisch bedeutsam. Um den dicht bewaldeten Berg ranken sich in Steineberg und Umgebung manche Sagen und geschichtliche Ereignisse.
Seinen Ursprung hat der Berg im lebhaften Vulkanismus der Eifel vor ca. 35 Millionen Jahren im Zeitalter des Tertiär. Steineberg lag damals in einem Nord-Süd-Streifen, der besonderer vulkanischer Aktivität unterlag. Infolge dieser Naturgewalten bildet ein fester Basaltstein den Untergrund der Steineberger Ley.
Das Wort „Ley“ kommt im Eifelraum häufiger vor und weist in diesem Fall auf die Beschaffenheit des Berges hin, denn es bedeutet Fels, Schiefer. Naheliegend ist hier auch, dass der Berg einst Anlass für die Namensgebung des Dorfes Steineberg war.

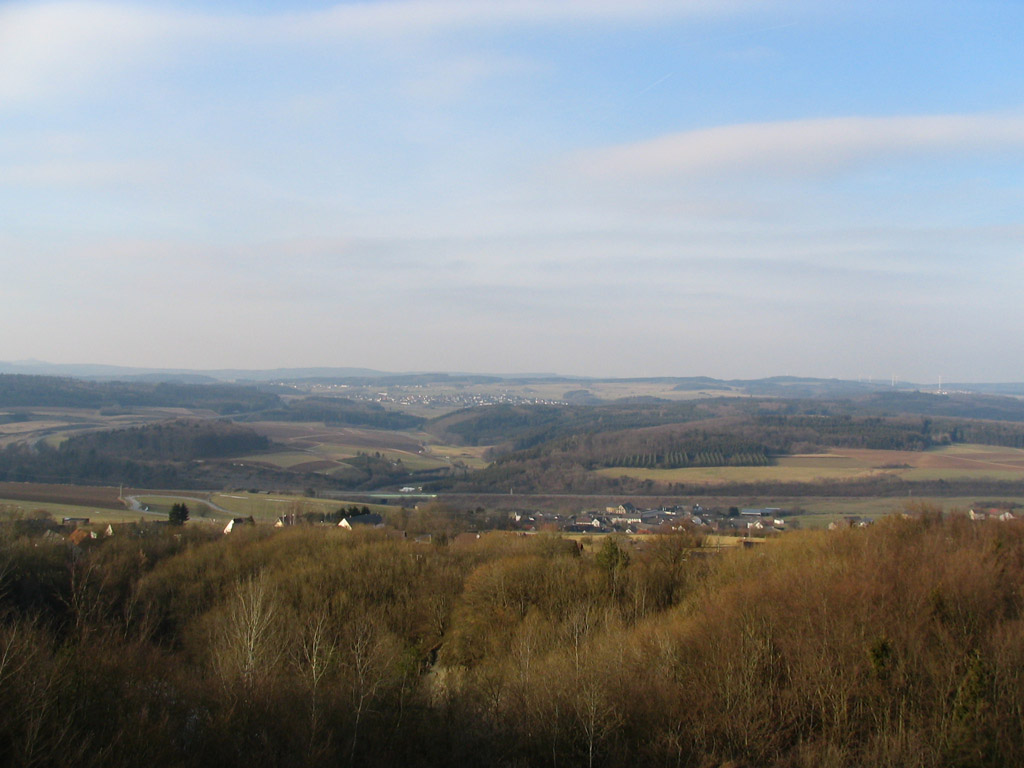
Blick von der Vulcano-Infoplattform über Steineberg und Steiningen, Richtung Darscheid

### Vulcano Infoplattform
Am 3. Oktober 2003 wurde die Vulcano Infoplattform der Ortsgemeinde Steineberg auf der Steineberger Ley eröffnet. Der 28 m hohe Aussichtsturm entstand mit Hilfe von Fördermitteln der Europäischen Union, des Landes Rheinland-Pfalz, der Verbandsgemeinde Daun und der Wirtschaftsförderungsgesellschaft Daun/Vulkaneifel. Das Bauwerk wurde aus ökologischen Gesichtspunkten aus über 100 Jahre alten unbehandelten Douglasien-Stämmen gefertigt und trägt bei einem Gesamtgewicht von 38 t die Aussichtsplattform in 24 m Höhe.
Aufgrund der hervorragenden Lage über den Baumwipfeln der Steineberger Ley kann man von hier aus bei guter Fernsicht weit über die Eifel und die Täler der Mosel schauen und sogar den, etwa 20 km entfernt liegenden, Nürburgring erkennen.

### Keltischer Ringwall
Die Basaltkuppe der Steineberger Ley trägt auf ihrem Südende eine alte Befestigung. Zerfallende Mauern aus mörtellos aufgesetzten Steinen und künstlich versteilte Kanten säumen eine sanft abfallende Innenfläche von 2,2 ha. Vor allem am Nordende ist es schwierig, natürliche Verwitterungshalden und künstliche Mauerführung voneinander abzugrenzen. Eine alte Toranlage lässt sich aufgrund deutlich gegeneinander versetzten Wallenden auf der Südseite vermuten.
Da noch keine archäologische Untersuchungen stattfanden, lässt sich das Alter der Befestigung nur im Vergleich abschätzen: Flächengröße und Mauerbauweise aus trocken gefügten Steinen (wahrscheinlich mit einem Holzfachwerk) sprechen für eine keltische Burg der Zeit um 500 oder 300 – 100 vor Chr. Zu den genannten Zeiten entstehen überall im Mittelgebirgsraum ähnliche Burgen als demonstrativ-wehrhafte Stützpunkte rivalisierender Herren.
Aus spätkeltischer (1. Jahrhundert vor Chr.) und spätrömischer Zeit (4. Jahrhundert nach Chr.) stammen vereinzelte Funde, die aber noch keine Aussagen über die Gründe zum Aufsuchen des Berges erlauben. Vor dem Südfuß des Berges zieht sich ein frühkeltisches Hügelgräberfeld hin (6.–3. Jahrhundert vor Chr.). Von etwa 90 Hügeln, die vielfach im 19. Jahrhundert ausgegraben wurden, sind viele noch erkennbar. Burg und Hügelgräber sind geschützte Kulturdenkmale, Grabungen und Veränderungen jeglicher Art darum verboten.

## Wirtschaft und Infrastruktur

### Wirtschaft
Der Ort selber ist landwirtschaftlich geprägt, auch wenn heute nur noch zwei Bauernhöfe mit überwiegend milchwirtschaftlicher Nutzung und Schlachtviehhaltung (Schafe) bewirtschaftet werden. Schon in der Zeit vor dem Ersten Weltkrieg arbeiteten viele Steineberger in einem Basalt-Lava-Steinbruch am Rand der Steineberger Ley. Da dieser in unmittelbarer Nähe zum historischen Ringwall auf der Ley liegt, wurde in den 1950er Jahren schon über die Stilllegung des Steinbruch-Betriebs nachgedacht. 1967 wurde die Schließung dann endgültig vollzogen, der Steinbruch wandelte sich ab 1976 zum  Feuchtbiotop, im Jahre 1983 wurde die Steineberger Ley zum offiziellen und damit geschützten Naturdenkmal erklärt.
Heute arbeitet der überwiegende Teil der Steineberger in Dienstleistungsbetrieben und Industriebetrieben in der ganzen Eifel, vorwiegend in Daun. Lange Pendelstrecken zur Arbeit und zum Einkauf gehören hier nicht zum Alltag.

### Verkehr
Steineberg liegt in unmittelbarer Nähe der Autobahnen A 1 und A 48, südöstlich des Autobahndreieck Vulkaneifel. Bis zur nächsten Autobahnauffahrt Daun-Mehren sind es nur wenige Kilometer. Die B 421 führt südlich der Gemeindegrenze entlang.
Der nächste Bahnhof liegt im über 20 km entfernten Gerolstein. Per Bus ist Steineberg mit der Linie 503 aus Daun erreichbar.